# Troupe de La Monnaie en 1779

## Composition de la troupe duThéâtre de la Monnaieen1779
L'année théâtrale commence le 5 avril 1779 et se termine le 12 février 1780.
| Acteurs et chanteurs           | Actrices et chanteuses  |
| ------------------------------ | ----------------------- |
| Belcourt                       | Ancé                    |
| Berger                         | Bellecourt              |
| Bultos                         | Cénas                   |
| Champville                     | Laurent cadette         |
| Chardini                       | Laurent fille           |
| Châteaufort                    | Laurent mère            |
| Chaubert                       | Leemans                 |
| Chevalier                      | Rogier                  |
| Darcourt                       | Sophie Lothaire         |
| Dègreville                     | Valville                |
| Grégoire                       |                         |
| Mauvillier                     |                         |
| Monrose                        |                         |
| Pin                            |                         |
| Saint-Fal                      |                         |
| Saint-Léger                    |                         |
| Vanhove                        |                         |
| Danseurs et figurants          | Danseuses et figurantes |
| Baland, maître de ballet       | Baland                  |
| Second fils                    | Leemans                 |
| Darcourt                       | Bardelet                |
| Jouardin père                  | Darcourt                |
| Jouardin fils                  | Hubair                  |
| Romain                         | Joséphine               |
| Second père                    | de Lorraine             |
|                                | Rosalie                 |
|                                | Van Marck               |
|                                | Wéry                    |
| Orchestre                      |                         |
| Saint-Amans, maître de musique | Laurent                 |
| Bauwens                        | Mechtler                |
| Borremans père                 | Mille                   |
| Borremans fils                 | Moris                   |
| Charles                        | Oostens                 |
| Cuvillier                      | Poitiaux                |
| Dewinne père                   | Toussaint               |
| Dewinne fils                   | Vander Eycken           |
| Doudelet                       | Vanderplasse            |
| Durand                         | Van Eeckhout            |
| Gehot (B.)                     | Van Hamme aîné          |
| Gehot (R.J.)                   | Van Hamme cadet         |
| Godecharle                     | Van Maldere aîné        |
| Immers                         | Van Maldere cadet       |
| Kneuppel                       | Vicedomini              |
| Langlois                       | Wauthier                |
| L'Artillion                    | Wirth                   |
| Laur                           |                         |
| Autre personnel                |                         |
| Bercaville, inspecteur         | La Rivière, annonceur   |
| Brével, souffleur              |                         |

### Source
- Nouvel almanach ambigu-chantant, Gand 1780.